# مسجد مصلی عتیق
مسجد مصلی عتیق مربوط به سدهٔ ۸ ه.ق است و در یزد، محله مصلی عتیق (گودال مصلی) واقع شده و این اثر در تاریخ ۹ فروردین ۱۳۷۸ با شمارهٔ ثبت ۲۲۹۴ به‌عنوان یکی از آثار ملی ایران به ثبت رسیده است.